# 華納兄弟電影列表
此表列出華納兄弟（美國）出品的電影作品。

## 1910年代

### 1918年
- 《我在德國的四年》[註 1]（My Four Years in Germany，華納兄弟發行的首部電影）[1][2]
- 《Kaiser's Finish》（遺失電影）

### 1919年
- 《Open Your Eyes》（遺失電影）
- 《Beware!》（壓印保存）
- 《Speed》（遺失電影）

## 1940年代

### 1940年
- 《人狼戀（英语：A Child Is Born (film)）》（A Child Is Born）
- 《海軍之子》（Brother Rat and a Baby）
- 《戰鬥六十九》（The Fighting 69th）
- 《英國反間諜（英语：British Intelligence (film)）》（British Intelligence）
- 《Calling Philo Vance》
- 《Granny Get Your Gun》
- 《夢裡鴛鴦》（Castle on the Hudson）
- 《埃爾利希博士的魔彈》（Dr. Ehrlich's Magic Bullet）
- 《Three Cheers for the Irish》
- 《維城血戰（英语：Virginia City (film)）》（Virginia City）
- 《風塵艷侶》（It All Came True）
- 《鐵手人》（King of the Lumberjacks）
- 《'Til We Meet Again》
- 《An Angel from Texas》
- 《Tear Gas Squad》
- 《Saturday's Children》
- 《Flight Angels》
- 《熱帶酒吧》（Torrid Zone）
- 《Murder in the Air》
- 《兄弟幫（英语：Doug Sweetland）》（Brother Orchid）
- 《A Fugitive from Justice》
- 《Gambling on the High Seas》
- 《海鷹（英语：The Sea Hawk (1940 film)）》（The Sea Hawk）
- 《卿何遵命》（All This, and Heaven Too）
- 《琴聲引鳳》（My Love Came Back）
- 《說話過多的人》（The Man Who Talked Too Much）
- 《Ladies Must Live》
- 《卡車鬥士》（They Drive by Night）
- 《River's End》
- 《Money and the Woman》
- 《火海流金》（Flowing Gold）
- 《Calling All Husbands》
- 《No Time for Comedy》
- 《光榮之都》（City for Conquest）
- 《克努特·羅克尼》（Knute Rockne, All American）
- 《A Dispatch from Reuter's》
- 《Tugboat Annie Sails Again》
- 《Always a Bride》
- 《多情艷嫂》（East of the River）
- 《South of Suez》
- 《Father Is a Prince》
- 《香箋淚（英语：The Letter (1940 film)）》（The Letter）
- 《Lady with Red Hair》
- 《妾意如綿（英语：She Couldn't Say No (1940 film)）》（She Couldn't Say No）
- 《聖非小路（英语：Santa Fe Trail (film)）》（Santa Fe Trail）

### 1941年
- 《四少奶》（Four Mothers）
- 《The Case of the Black Parrot》
- 《Honeymoon for Three》
- 《狂徒末路（英语：High Sierra (film)）》（High Sierra）
- 《Flight from Destiny》
- 《Father's Son》
- 《The Great Mr. Nobody》
- 《草莓金髮》（The Strawberry Blonde）
- 《Shadows on the Stairs》
- 《黑影窺窗（英语：Footsteps in the Dark (film)）》（Footsteps in the Dark）
- 《Here Comes Happiness》
- 《海狼突擊隊（英语：The Sea Wolf (1941 film)）》（The Sea Wolf）
- 《Knockout》
- 《A Shot in the Dark》
- 《彌天大謊》（The Great Lie）
- 《幹探洗寃錄》（Strange Alibi）
- 《The Wagons Roll at Night》
- 《Thieves Fall Out》
- 《風雲人物》（Meet John Doe）
- 《花仔多情》（Affectionately Yours）
- 《Singapore Woman》
- 《The Nurse's Secret》
- 《Million Dollar Baby》
- 《流芳百世》（Shining Victory）
- 《霧中來客（英语：Out of the Fog (film)）》（Out of the Fog）
- 《地下（英语：Underground (1941 film)）》（Underground）
- 《Kisses for Breakfast》
- 《綁架新娘》（The Bride Came C.O.D.）
- 《Bullets for O'Hara》
- 《Bad Men of Missouri》
- 《Three Sons o' Guns》
- 《鐵拳粉腿（英语：Manpower (1941 film)）》（Manpower）
- 《International Squadron》
- 《俯衝轟炸機（英语：Dive Bomber (film)）》（Dive Bomber）
- 《The Smiling Ghost》
- 《Navy Blues》
- 《奇謀暗殺》（Nine Lives Are Not Enough）
- 《約克軍曹（英语：Sergeant York (film)）》（Sergeant York）
- 《Passage from Hong Kong》
- 《客途情俠》（Law of the Tropics）
- 《今晚的目標》（Target for Tonight）
- 《梟巢喋血戰》（The Maltese Falcon）
- 《One Foot in Heaven》
- 《夜晚布魯士（英语：Blues in the Night (film)）》（Blues in the Night）
- 《馬革裹屍》（They Died with Their Boots On）
- 《渡過黑暗（英语：All Through the Night (film)）》（All Through the Night）
- 《The Body Disappears》
- 《Steel Against the Sky》
- 《危險駐地》（Dangerously They Live）
- 《金牌天兵》（You're in the Army Now）

### 1942年
- 《來吃晚飯的人》（The Man Who Came to Dinner）
- 《Wild Bill Hickok Rides》
- 《首相官邸前的人們（英语：The Prime Minister (film)）》（The Prime Minister）
- 《Atlantic Ferry》
- 《空軍英雄》（Captains of the Clouds）
- 《Bullet Scars》
- 《Always in My Heart》
- 《This Was Paris》
- 《Lady Gangster》
- 《I Was Framed》
- 《男兒本色》（The Male Animal）
- 《Murder in the Big House》
- 《金石盟》（Kings Row）
- 《盜竊公司》（Larceny, Inc.）
- 《姐妹情仇》（In This Our Life）
- 《牢獄鴛鴦》（Juke Girl）
- 《間諜船》（Spy Ship）
- 《勝利之歌》（Yankee Doodle Dandy）
- 《大人物》（The Big Shot）
- 《鐵翼橫空》（Wings for the Eagle）
- 《Escape from Crime》
- 《The Gay Sisters》
- 《越洋記》（Across the Pacific）
- 《秘密敵人》（Secret Enemies）
- 《Busses Roar》
- 《血路》（Desperate Journey）
- 《You Can't Escape Forever》
- 《揚帆》（Now, Voyager）
- 《The Hidden Hand》
- 《紳士吉姆（英语：Gentleman Jim (film)）》（Gentleman Jim）
- 《北非谍影》（Casablanca）
- 《George Washington Slept Here》
- 《飛行堡壘（英语：Flying Fortress (film)）》（Flying Fortress）

## 1980年代

### 1980年
- 《勇奪芳心》（Just Tell Me What You Want）
- 《賽門（英语：Simon (1980 film)）》（Simon）
- 《第九形態》（The Ninth Configuration）
- 《大震撼》（When Time Ran Out）
- 《亡命大捕頭（英语：Tom Horn (film)）》（Tom Horn）
- 《吉爾達生活》（Gilda Live）
- 《科學怪猴（英语：Die Laughing (film)）》（Die Laughing）
- 《喚風者（英语：Heart Beat (film)）》（Heart Beat）
- 《十三號星期五》（Friday the 13th）
- 《鬼店》（The Shining）
- 《烏龍軍校（英语：Heart Beat (film)）》（Up the Academy）
- 《不屈不撓》（Bronco Billy）
- 《諾努客（英语：No Nukes (film)）》（No Nukes）
- 《忍冬玫瑰（英语：Honeysuckle Rose (film)）》（Honeysuckle Rose）
- 《瘋狂高爾夫》（Caddyshack）
- 《傅滿州的奸計（英语：Honeysuckle Rose (film)）》（The Fiendish Plot of Dr. Fu Manchu）
- 《殺手壕》（The Big Brawl）
- 《AC/DC搖滾演唱會》（AC/DC: Let There Be Rock）
- 《了不起的瘋狂（英语：Divine Madness (film)）》（Divine Madness）
- 《無頭血案》（The First Deadly Sin）
- 《漂亮馬駒（英语：One-Trick Pony (film)）》（One-Trick Pony）
- 《上帝下凡》（Oh, God! Book II）
- 《傻妹從軍》（Private Benjamin）
- 《神鬼豔后（英语：The Awakening (1980 film)）》（The Awakening）
- 《金拳大對決》（Any Which Way You Can）
- 《第一家族（英语：First Family (film)）》（First Family）
- 《變形博士》（Altered States）

### 1981年
- 《驚世啟示錄》（The Man Who Saw Tomorrow）
- 《大探索（英语：Sphinx (film)）》（Sphinx）
- 《冤家路窄（英语：Back Roads (film)）》（Back Roads）
- 《他在窺視你（英语：Eyes of a Stranger (1981 film)）》（Eyes of a Stranger）
- 《貓王傳奇》（This Is Elvis）
- 《神劍》（Excalibur）
- 《大魔手（英语：The Hand (1981 film)）》（The Hand）
- 《九霄雲外》（Outland）
- 《超人II》（Superman II）
- 《二八佳人花公子》（Arthur）
- 《狼人就在你身邊（英语：Wolfen (film)）》（Wolfen）
- 《巴黎愛情童話》（Under the Rainbow）
- 《城市王子（英语：Prince of the City (film)）》（Prince of the City）
- 《體熱》（Body Heat）
- 《發財牛仔褲（英语：So Fine (film)）》（So Fine）
- 《烈火戰車》（Chariots of Fire）
- 《神秘美人局》（Looker）
- 《超級無敵瘋狂兔八哥》（The Looney Looney Looney Bugs Bunny Movie）
- 《金融潮（英语：Rollover (film)）》（Rollover）
- 《英雄一身膽（英语：Sharky's Machine (film)）》（Sharky's Machine）

## 1990年代

### 1990年
- 《男人止步》（Men Don't Leave）
- 《殺不死的勇者》（Hard to Kill）
- 《跳火山的人》（Joe Versus the Volcano）
- 《警花變色龍（英语：Impulse (1990 film)）》（Impulse）
- 《小精靈2》（Gremlins 2: The New Batch）
- 《兩男一女三逃犯》（Quick Change）
- 《無罪的罪人（英语：Presumed Innocent (film)）》（Presumed Innocent）
- 《貴客光臨（英语：My Blue Heaven (1990 film)）》（My Blue Heaven）
- 《夢》（Dreams）
- 《巫婆》（The Witches）
- 《黑心獵人》（White Hunter Black Heart）
- 《四海好傢伙》（Goodfellas）
- 《Listen Up: The Lives of Quincy Jones》
- 《英烈的歲月》（Memphis Belle）
- 《親愛的！是誰讓我沈睡了》（Reversal of Fortune）
- 《浮士繪之橋（英语：Graffiti Bridge (film)）》（Graffiti Bridge）
- 《尋找胡桃鉗王子》（The Nutcracker Prince）
- 《菜鳥霹靂膽（英语：The Rookie (1990 film)）》（The Rookie）
- 《遮蔽的天空（英语：The Sheltering Sky (film)）》（The Sheltering Sky）
- 《走夜路的男人（英语：The Bonfire of the Vanities (film)）》（The Bonfire of the Vanities）

### 1991年
- 《王子復仇記》（Hamlet）
- 《大魔域2》（The NeverEnding Story II: The Next Chapter）
- 《鬼屋24小時（英语：Nothing but Trouble (1991 film)）》（Nothing but Trouble）
- 《萬惡城市》（New Jack City）
- 《勇闖魔鬼城（英语：If Looks Could Kill (film)）》（If Looks Could Kill）
- 《真實一瞬間》（Guilty by Suspicion）
- 《陰陽界生死戀》（Defending Your Life）
- 《法外出擊》（Out for Justice）
- 《無敵車隊（英语：Born to Ride (film)）》（Born to Ride）
- 《變男變女變變變（英语：Switch (1991 film)）》（Switch）
- 《打工淑女》（Don't Tell Mom the Babysitter's Dead）
- 《俠盜王子羅賓漢》（Robin Hood: Prince of Thieves）
- 《好萊塢醫生》（Doc Hollywood）
- 《狗不理》（Rover Dangerfield）
- 《Going Under》
- 《浴血蛟龍》（Showdown in Little Tokyo）
- 《春色一籮筐（英语：Dogfight (film)）》（Dogfight）
- 《天危絕網（英语：Ricochet (film)）》（Ricochet）
- 《搶錢世界》（Other People's Money）
- 《街頭俏妞》（Curly Sue）
- 《登龍妙招》（Strictly Business）
- 《狂戀維納斯》（Meeting Venus）
- 《終極尖兵》（The Last Boy Scout）
- 《誰殺了甘迺迪》（JFK）
- 《直到世界末日》（Until the End of the World）

### 1992年
- 《雷霆穿梭人》（Freejack）
- 《飆風猛將（英语：Hurricane Smith (1992 film)）》（Hurricane Smith）
- 《辣手美人心》（Final Analysis）
- 《曼波狂潮》（The Mambo Kings）
- 《穿牆隱形人（英语：Memoirs of an Invisible Man (film)）》（Memoirs of an Invisible Man）
- 《小子要自強（英语：The Power of One (film)）》（The Power of One）
- 《歡喜城（英语：City of Joy (film)）》（City of Joy）
- 《步步殺機 (電影)》（White Sands）
- 《龜灘瀝血（英语：Turtle Beach (film)）》（Turtle Beach）
- 《致命武器3》（Lethal Weapon 3）
- 《難兄難弟》（Class Act）
- 《蝙蝠俠大顯神威》（Batman Returns）
- 《爸爸媽媽拯救世界》（Mom and Dad Save the World）
- 《殺無赦》（Unforgiven）
- 《整人頻道（英语：Stay Tuned (film)）》（Stay Tuned）
- 《征服四海》（Christopher Columbus: The Discovery）
- 《南部中心（英语：South Central (film)）》（South Central）
- 《單身貴族》（Singles）
- 《午夜獵物（英语：Innocent Blood (film)）》（Innocent Blood）
- 《魔鬼戰將》（Under Siege）
- 《戀曲動我心》（Pure Country）
- 《巡弋悍將》（Passenger 57）
- 《黑潮麥爾坎》（Malcolm X）
- 《終極保鑣》（The Bodyguard）
- 《今生有約（英语：Forever Young (1992 film)）》（Forever Young）

### 1993年
- 《男兒本色》（Sommersby）
- 《城市英雄》（Falling Down）
- 《雙面女蠍星》（Point of No Return）
- 《推動情人的床（英语：The Crush (1993 film)）》（The Crush）
- 《這個男孩的生活》（This Boy's Life）
- 《沸點（英语：Boiling Point (1993 film)）》（Boiling Point）
- 《冒牌總統》（Dave）
- 《精子也瘋狂（英语：Made in America (1993 film)）》（Made in America）
- 《淘氣阿丹》（Dennis the Menace）
- 《威鯨闖天關》（Free Willy）
- 《豔夏春夜》（That Night）
- 《絕命追殺令》（The Fugitive）
- 《秘密花園》（The Secret Garden）
- 《真愛》（The Man Without a Face）
- 《絕命大煞星》（True Romance）
- 《酷小子》（Airborne）
- 《蝴蝶君》（M. Butterfly）
- 《超級戰警》（Demolition Man）
- 《劫後生死戀》（Fearless）
- 《舊愛變新歡》（Mr. Wonderful）
- 《燃燒華盛頓》（The Saint of Fort Washington）
- 《強盜保鑣》（A Perfect World）
- 《胡桃鉗》（The Nutcracker）
- 《絕對機密》（The Pelican Brief）
- 《老當益壯》（Wrestling Ernest Hemingway）
- 《蝙蝠俠大戰幻影人》（Batman: Mask of the Phantasm）
- 《見色忘友》（Grumpy Old Men）
- 《天地》（Heaven & Earth）

### 1994年
- 《異形基地》（Body Snatchers）
- 《王牌威龍》（Ace Ventura: Pet Detective）
- 《絕地戰將》（On Deadly Ground）
- 《金錢帝國》（The Hudsucker Proxy）
- 《拇指姑娘》（Thumbelina）
- 《大聯盟2：決戰大反攻》（Major League II）
- 《瘋狂大追擊》（Chasers）
- 《乞丐博士》（With Honors）
- 《跨世奇人》（Being Human）
- 《大盜明星夢》（Reckless Kelly）
- 《超級王牌》（Maverick）
- 《執法捍將》（Wyatt Earp）
- 《終極證人》（The Client）
- 《神駒黑美人》（Black Beauty）
- 《金牌警校軍7》（Police Academy: Mission to Moscow）
- 《閃靈殺手》（Natural Born Killers）
- 《亞歷桑納夢遊》（Arizona Dream）
- 《復活島》（Rapa-Nui）
- 《陪審團的女人》（Trial by Jury）
- 《迷情枷鎖》（The New Age）
- 《奪愛》（Second Best）
- 《魔鬼專家》（The Specialist）
- 《矮精靈歷險記》（A Troll in Central Park）
- 《小兵立大功》（Little Giants）
- 《危機邊緣》（Imaginary Crimes）
- 《愛你、戀你、想你》（Love Affair）
- 《無聲的陷阱》（Silent Fall）
- 《夜訪吸血鬼》（Interview with the Vampire: The Vampire Chronicles）
- 《熱血英雄》（Cobb）
- 《桃色機密》（Disclosure）
- 《財神當家》（Richie Rich）

### 1995年
- 《1996黑獄風雲（英语：Murder in the First (film)）》（Murder in the First）
- 《瀟灑有情天》（Boys on the Side）
- 《正當防衛（英语：Just Cause (film)）》（Just Cause）
- 《危機總動員》（Outbreak）
- 《威猩闖天涯（英语：Born to Be Wild (1995 film)）》（Born to Be Wild）
- 《企鵝與水晶》（The Pebble and the Penguin）
- 《小公主（英语：A Little Princess (1995 film)）》（A Little Princess）
- 《麥迪遜之橋》（The Bridges of Madison County）
- 《蝙蝠俠3》（Batman Forever）
- 《魔鬼戰將2》（Under Siege 2: Dark Territory）
- 《威鯨闖天關2》（Free Willy 2: The Adventure Home）
- 《茱莉亞羅勃茲的愛情魔力（英语：Something to Talk About (film)）》（Something to Talk About）
- 《小貓熊歷險記》（The Amazing Panda Adventure）
- 《星落家園》（The Stars Fell on Henrietta）
- 《鈕釦戰爭》（War of the Buttons）
- 《刺客戰場》（Assassins）
- 《搖滾帝國》（Empire Records）
- 《兇手就在門外》（Copycat）
- 《新悲慘世界》（Les Misérables）
- 《超速快感》（Fair Game）
- 《王牌威龍2：非洲大瘋狂》（Ace Ventura: When Nature Calls）
- 《1998天生一對》（It Takes Two）
- 《烈火悍將》（Heat）
- 《見色忘友》（Grumpier Old Men）

### 1996年
- 《見色忘友》（Grumpier Old Men）
- 《偷心計畫》（Two If by Sea）
- 《不是冤家不聚頭》（Big Bully）
- 《747絕地悍將》（Executive Decision）
- 《驚世第六感》（Diabolique）
- 《龍捲風》（Twister）
- 《魔鬼毀滅者》（Eraser）
- 《殺戮時刻》（A Time to Kill）
- 《蟑螂總動員》（Joe's Apartment）
- 《千萬風情》（Tin Cup）
- 《無妄之災》（Carpool）
- 《毒慾陷阱》（Sweet Nothing）
- 《媽咪也瘋狂》（Bogus）
- 《狂愛走一回》（Surviving Picasso）
- 《魔鬼尖兵》（The Glimmer Man）
- 《一世情》（The Proprietor）
- 《豪情本色》（Michael Collins）
- 《豪情四兄弟》（Sleepers）
- 《豪情英雄》（North Star）
- 《追日雙雄》（Sunchaser）
- 《惡月》（Bad Moon）
- 《怪物奇兵》（Space Jam）
- 《星戰毀滅者》（Mars Attacks!）
- 《總統有難》（My Fellow Americans）

### 1997年
- 《賭城假期》（Vegas Vacation）
- 《黑色大風暴（英语：Rosewood (film)）》（Rosewood）
- 《哭泣的玫瑰》（Selena）
- 《猫咪不跳舞》（Cats Don't Dance）
- 《春殘夢斷》（Anna Karenina）
- 《火線悍將1600》（Murder at 1600）
- 《牠不重，牠是我寶貝》（Shiloh）
- 《不可能的拍檔》（Fathers' Day）
- 《為你瘋狂》（Addicted to Love）
- 《蝙蝠俠4：急凍人》（Batman & Robin）
- 《勇闖天涯路》（Wild America）
- 《接觸未來》（Contact）
- 《187美國社會檔案》（One Eight Seven）
- 《威鯨闖天關3》（Free Willy 3: The Rescue）
- 《絕命大反擊》（Conspiracy Theory）
- 《鋼鐵悍將》（Steel）
- 《烈火戰將》（Fire Down Below）
- 《鐵面特警隊》（L.A. Confidential）
- 《第一次真難》（Trojan War）
- 《The Race to Save 100 Years》
- 《魔鬼代言人》（The Devil's Advocate）
- 《激情戀人》（Breaking Up）
- 《危機最前線》（Mad City）
- 《糊塗福星闖倫敦》（The Man Who Knew Too Little）
- 《熱天午夜之慾望地帶》（Midnight in the Garden of Good and Evil）
- 《2013終極神差》（The Postman）

### 1998年
- 《暫時停止接觸》（Fallen）
- 《地動天驚》（Sphere）
- 《絕代寵妓》（Dangerous Beauty）
- 《絕命追殺令之就地正法》（U.S. Marshals）
- 《绝命大逃亡》（Incognito）
- 《屠夫男孩》（The Butcher Boy）
- 《X情人》（City of Angels）
- 《大聯盟3》（Major League: Back to the Minors）
- 《失落的城市》（Tarzan and the Lost City）
- 《魔劍奇兵》（Quest for Camelot）
- 《鬼馬雙鏢客》（Almost Heroes）
- 《超完美謀殺案》（A Perfect Murder）
- 《致命武器4》（Lethal Weapon 4）
- 《王牌對王牌》（The Negotiator）
- 《復仇者》（The Avengers）
- 《絕命錯殺令》（Wrongfully Accused）
- 《何苦墜入愛河》（Why Do Fools Fall in Love）
- 《永無止境》（Without Limits）
- 《超異能快感》（Practical Magic）
- 《兵人》（Soldier）
- 《愛情向前衝》（Home Fries）
- 《天啊！我把傑克變雪人》（Jack Frost）
- 《電子情書》（You've Got Mail）

### 1999年
- 《危險人物（英语：Payback (1999 film)）》（Payback）
- 《瓶中信（英语：Message in a Bottle (film)）》（Message in a Bottle）
- 《老大靠邊閃》（Analyze This）
- 《國王與我（英语：The King and I (1999 film)）》（The King and I）
- 《迫切的任務》（True Crime）
- 《駭客任務》（The Matrix）
- 《美麗壞美眉》（Goodbye Lover）
- 《至尊狗通緝令（英语：Lost & Found (1999 film)）》（Lost & Found）
- 《飆風戰警》（Wild Wild West）
- 《南方公園劇場版》（South Park: Bigger, Longer & Uncut）
- 《牠不重，牠是我寶貝2》（Shiloh 2: Shiloh Season）
- 《大開眼戒》（Eyes Wide Shut）
- 《水深火熱》（Deep Blue Sea）
- 《鐵巨人》（The Iron Giant）
- 《求婚腦震盪》（Mickey Blue Eyes）
- 《義犬報恩（英语：A Dog of Flanders (1999 film)）》（A Dog of Flanders）
- 《急凍任務》（Chill Factor）
- 《奪寶大作戰》（Three Kings）
- 《Kiss情人（英语：The Story of Us (film)）》（The Story of Us）
- 《性愛三人行》（Three to Tango）
- 《猛鬼屋 (1999年電影)》（House on Haunted Hill）
- 《神奇寶貝劇場版：超夢的逆襲》（Pokémon: The First Movie）
- 《飛揚的年代》（Liberty Heights）
- 《綠色奇蹟》（The Green Mile）
- 《挑戰星期天》（Any Given Sunday）

## 2000年代

### 2000年
- 《麻辣剪刀手》（The Big Tease）
- 《殺手不眨眼（英语：The Whole Nine Yards (film)）》（The Whole Nine Yards）
- 《家有跳狗》（My Dog Skip）
- 《致命羅密歐》（Romeo Must Die）
- 《玩命摔角王》（Ready to Rumble）
- 《致命八卦站（英语：Gossip (2000 American film)）》（Gossip）
- 《地球戰場》（Battlefield Earth）
- 《天搖地動》（The Perfect Storm）
- 《辣手美眉（英语：The In Crowd (2000 film)）》（The In Crowd）
- 《神奇寶貝劇場版：夢幻之神奇寶貝 洛奇亞爆誕》（Pokémon: The Movie 2000）
- 《太空大哥大》（Space Cowboys）
- 《十全大補男》（The Replacements）
- 《神鬼任務》（The Art of War）
- 《手到擒來（英语：Bait (2000 film)）》（Bait）
- 《2000戀愛法則（英语：Chain of Fools (film)）》（Chain of Fools）
- 《戰爭存亡錄》（Into the Arms of Strangers: Stories of the Kindertransport）
- 《人狗對對碰（英语：Best in Show (film)）》（Best in Show）
- 《席維斯史特龍之大開殺戒（英语：Get Carter (2000 film)）》（Get Carter）
- 《讓愛傳出去》（Pay It Forward）
- 《全面失控》（Red Planet）
- 《千驚萬險》（Proof of Life）
- 《當真愛來敲門》（Bounce）
- 《麻辣女王》（Miss Congeniality）

### 2001年
- 《誓死追緝令（英语：The Pledge (film)）》（The Pledge）
- 《致命砍人節（英语：Valentine (film)）》（Valentine）
- 《甜蜜的十一月（英语：Sweet November (2001 film)）》（Sweet November）
- 《驚天駭地》（3000 Miles to Graceland）
- 《天翻地覆》（See Spot Run）
- 《以毒攻毒》（Exit Wounds）
- 《神奇寶貝劇場版：結晶塔的帝王》（Pokémon 3: The Movie）
- 《生死極速（英语：Driven (2001 film)）》（Driven）
- 《不簡單的任務》（The Dish）
- 《超感應頻率（英语：Angel Eyes (film)）》（Angel Eyes）
- 《劍魚》（Swordfish）
- 《A.I.人工智慧》（Artificial Intelligence: AI）
- 《貓狗大戰》（Cats & Dogs）
- 《捍胃戰士》（Osmosis Jones）
- 《狂風沙》（American Outlaws）
- 《夏日捕手》（Summer Catch）
- 《搖滾巨星（英语：Rock Star (2001 film)）》（Rock Star）
- 《勿忘我》（Hearts in Atlantis）
- 《震撼教育》（Training Day）
- 《惡靈13》（Thirteen Ghosts）
- 《各懷鬼胎（英语：Heist (2001 film)）》（Heist）
- 《哈利波特：神秘的魔法石》（Harry Potter and the Philosopher's Stone）
- 《亂世美人》（The Affair of the Necklace）
- 《瞞天過海》（Ocean's Eleven）
- 《忘了我是誰》（The Majestic）
- 《戰地有心人（英语：Charlotte Gray (film)）》（Charlotte Gray）

### 2002年
- 《留住一片情》（A Walk to Remember）
- 《間接傷害》（Collateral Damage）
- 《魔咒女王》（Queen of the Damned）
- 《時光機器》（The Time Machine）
- 《好戲上場（英语：Showtime (film)）》（Showtime）
- 《美國詐炮》（Death to Smoochy）
- 《拿命線索》（Murder by Numbers）
- 《萬里追兇（英语：The Salton Sea (2002 film)）》（The Salton Sea）
- 《針鋒相對》（Insomnia）
- 《YaYa私密日記（英语：Divine Secrets of the Ya-Ya Sisterhood (film)）》（Divine Secrets of the Ya-Ya Sisterhood）
- 《史酷比》（Scooby-Doo）
- 《女籃辣哥》（Juwanna Mann）
- 《飛天小女警》（The Powerpuff Girls Movie）
- 《八腳怪》（Eight Legged Freaks）
- 《血型拼圖》（Blood Work）
- 《星際冒險王》（The Adventures of Pluto Nash）
- 《無可救藥愛上你（英语：Possession (2002 film)）》（Possession）
- 《拿命.COM》（FeardotCom）
- 《疑雲重重》（City by the Sea）
- 《出奇制勝》（Ballistic: Ecks vs. Sever）
- 《白色夾竹桃（英语：White Oleander (film)）》（White Oleander）
- 《各顯神通》（Welcome to Collinwood）
- 《嚇破膽》（Ghost Ship）
- 《雙面驚悚（英语：Femme Fatale (2002 film)）》（Femme Fatale）
- 《哈利波特：消失的密室》（Harry Potter and the Chamber of Secrets）
- 《老大靠邊閃2：歪打正著》（Analyze That）
- 《貼身情人》（Two Weeks Notice）

### 2003年
- 《搶錢袋鼠》（Kangaroo Jack）
- 《戰役風雲》（Gods and Generals）
- 《致命搖籃》（Cradle 2 the Grave）
- 《捕夢網》（Dreamcatcher）
- 《歡笑趴趴走》（Blue Collar Comedy Tour: The Movie）
- 《水瓶座女孩》（What a Girl Wants）
- 《嘻哈接班人》（Malibu's Most Wanted）
- 《歌聲滿人間》（A Mighty Wind）
- 《駭客任務：重裝上陣》（The Matrix Reloaded）
- 《特務辦囍事（英语：The In-Laws (2003 film)）》（The In-Laws）
- 《戀愛書成班（英语：Alex & Emma）》（Alex and Emma）
- 《魔鬼終結者3》（Terminator 3: Rise of the Machines）
- 《無盡守候（英语：I'll Be There (2003 film)）》（I'll Be There）
- 《滑板狂熱（英语：Grind (2003 film)）》（Grind）
- 《火柴人》（Matchstick Men）
- 《小星星的心願》（Small Voices）
- 《神秘河流》（Mystic River）
- 《駭客任務完結篇：最後戰役》（The Matrix Revolutions）
- 《樂一通大顯身手》（Looney Tunes: Back in Action）
- 《鬼影人》（Gothika）
- 《末代武士》（The Last Samurai）
- 《愛你在心眼難開》（Something's Gotta Give）
- 《愛情無價（英语：Love Don't Cost a Thing (film)）》（Love Don't Cost a Thing）

### 2004年
- 《第一千金歐遊記》（Chasing Liberty）
- 《極速酷客》（Torque）
- 《夏威夷生死鬥（英语：The Big Bounce (2004 film)）》（The Big Bounce）
- 《警網雙雄（英语：Starsky & Hutch (film)）》（Starsky & Hutch）
- 《綁計迷宮》（Spartan）
- 《機動殺人》（Taking Lives）
- 《史酷比2：怪獸偷跑》（Scooby-Doo 2: Monsters Unleashed）
- 《殺手不眨眼2》（The Whole Ten Yards）
- 《大紅狗》（Clifford's Really Big Movie）
- 《放電紐約（英语：New York Minute (film)）》（New York Minute）
- 《特洛伊：木馬屠城》（Troy）
- 《哈利波特：阿茲卡班的逃犯》（Harry Potter and the Prisoner of Azkaban）
- 《灰姑娘的玻璃手機》（A Cinderella Story）
- 《貓女》（Catwoman）
- 《遊戲王：光之金字塔》（Yu-Gi-Oh! The Movie: Pyramid of Light）
- 《大法師：吸魂首部曲》（Exorcist: The Beginning）
- 《Funky Monkey》
- 《北極特快車》（The Polar Express）
- 《亞歷山大帝》（Alexander）
- 《瞞天過海2：長驅直入》（Ocean's Twelve）
- 《神鬼玩家》（The Aviator）

### 2005年
- 《斑馬快跑》（Racing Stripes）
- 《歌劇魅影》（The Phantom of the Opera）
- 《登峰造擊》（Million Dollar Baby）
- 《康斯坦汀：驅魔神探》（Constantine）
- 《麻辣女王2：美麗的要命》（Miss Congeniality 2: Armed and Fabulous）
- 《恐怖蠟像館》（House of Wax）
- 《大法師前傳之保羅許瑞德導演版》（Dominion: Prequel to the Exorcist）
- 《牛仔褲的夏天（英语：The Sisterhood of the Traveling Pants (film)）》（The Sisterhood of the Traveling Pants）
- 《蝙蝠俠：開戰時刻》（Batman Begins）
- 《巧克力冒險工廠》（Charlie and the Chocolate Factory）
- 《絕地再生》（The Island）
- 《愛狗男人請來電》（Must Love Dogs）
- 《飆風天王（英语：The Dukes of Hazzard (film)）》（The Dukes of Hazzard）
- 《雷霆萬鈞（英语：A Sound of Thunder (film)）》（A Sound of Thunder）
- 《地獄新娘》（Corpse Bride）
- 《我的好朋友是隻豹（英语：Duma (2005 film)）》（Duma）
- 《晚安，祝你好運》（Good Night, and Good Luck）
- 《吻兩下打兩槍》（Kiss Kiss Bang Bang）
- 《北國性騷擾》（North Country）
- 《哈利波特：火盃的考驗》（Harry Potter and the Goblet of Fire）
- 《諜對諜》（Syriana）
- 《當真愛碰上八卦（英语：Rumor Has It (film)）》（Rumor Has It）

### 2006年
- 《防火牆（英语：Firewall (film)）》（Firewall）
- 《深海大進擊》（Deep Sea 3D）
- 《狙擊封鎖線》（16 Blocks）
- 《V怪客》（V for Vendetta）
- 《亞特蘭大兄弟情（英语：ATL (film)）》（ATL）
- 《海神號》（Poseidon）
- 《牠不重，牠是我寶貝3》（Saving Shiloh）
- 《跳越時空的情書》（The Lake House）
- 《超人再起》（Superman Returns）
- 《水中的女人》（Lady in the Water）
- 《聯合縮小兵》（The Ant Bully）
- 《酒國英雄榜》（Beerfest）
- 《惡靈線索》（The Wicker Man）
- 《神鬼無間》（The Departed）
- 《頂尖對決》（The Prestige）
- 《硫磺島的英雄們》（Flags of Our Fathers）
- 《快樂腳》（Happy Feet）
- 《真愛永恆》（The Fountain）
- 《單獨旅行的小孩》（Unaccompanied Minors）
- 《血鑽石》（Blood Diamond）
- 《柏林迷宮》（The Good German）
- 《來自硫磺島的信》（Letters from Iwo Jima）
- 《希望不滅》（We Are Marshall）

### 2007年
- 《K歌情人》（Music and Lyrics）
- 《農民太空人》（The Astronaut Farmer）
- 《索命黃道帶》（Zodiac）
- 《300壯士：斯巴達的逆襲》（300）
- 《忍者龜：炫風再起》（TMNT）
- 《報應》（The Reaping）
- 《飲料杯歷險記》（Aqua Teen Hunger Force Colon Movie Film for Theaters）
- 《女人領地》（In the Land of Women）
- 《賭你愛上我（英语：Lucky You (film)）》（Lucky You）
- 《瞞天過海：13王牌》（Ocean's Thirteen）
- 《魔女南茜：星河謀殺案（英语：Nancy Drew (2007 film)）》（Nancy Drew）
- 《結婚糾察隊》（License to Wed）
- 《哈利波特：鳳凰會的密令》（Harry Potter and the Order of the Phoenix）
- 《料理絕配》（No Reservations）
- 《恐怖拜訪》（The Invasion）
- 《勇敢復仇人》（The Brave One）
- 《震撼效應》（In the Valley of Elah）
- 《刺殺傑西》（The Assassination of Jesse James by the Coward Robert Ford）
- 《全面反擊》（Michael Clayton）
- 《開往幸福的列車》（Rails & Ties）
- 《貝武夫：北海的詛咒》（Beowulf）
- 《聖誕老兄》（Fred Claus）
- 《把愛找回來》（August Rush）
- 《媽媽的大男孩》（Mama's Boy）
- 《我是傳奇》（I Am Legend）
- 《瘋狂理髮師：倫敦首席惡魔剃刀手》（Sweeney Todd: The Demon Barber of Fleet Street）
- 《P.S. 我愛你》（P.S. I Love You）

### 2008年
- 《鬼鈴聲（英语：One Missed Call (2008 film)）》（One Missed Call）
- 《一路玩到掛》（The Bucket List）
- 《傻愛成金》（Fool's Gold）
- 《史前一萬年》（10,000 B.C.）
- 《破碎的天使（英语：Broken Angel (film)）》（Broken Angel）
- 《混沌理論》（Chaos Theory）
- 《駭速快手》（Speed Racer）
- 《特務行不行》（Get Smart）
- 《黑暗騎士》（The Dark Knight）
- 《牛仔褲的夏天2》（The Sisterhood of the Traveling Pants 2）
- 《星際大戰：複製人之戰》（Star Wars: The Clone Wars）
- 《羅丹薩的夜晚》（Nights in Rodanthe）
- 《謊言對決》（Body of Lies）
- 《搖滾黑幫》（RocknRolla）
- 《沒問題先生》（Yes Man）
- 《貧民百萬富翁》（Slumdog Millionaire）
- 《班傑明的奇幻旅程》（The Curious Case of Benjamin Button）

### 2009年
- 《經典老爺車》（Gran Torino）
- 《從印度到中國》（Chandni Chowk To China）
- 《海底世界3D》（Under the Sea 3D）
- 《黑色星期五》（Friday the 13th）
- 《守護者》（Watchmen）
- 《購物中心超級警探》（Observe and Report）
- 《時尚女王香奈兒》（Coco Before Chanel）
- 《魔鬼終結者：未來救贖》（Terminator Salvation）
- 《醉後大丈夫》（The Hangover）
- 《哈利波特：混血王子的背叛》（Harry Potter and the Half-Blood Prince）
- 《孤兒怨》（Orphan）
- 《神通魔法石（英语：Shorts: The Adventures of the Wishing Rock）》（Shorts）
- 《冰天血地》（Whiteout）
- 《爆料大師》（The Informant!）
- 《足球流氓》（The Firm）
- 《謊言的誕生》（The Invention of Lying）
- 《野獸冒險樂園》（Where the Wild Things Are）
- 《百萬殺人實驗（英语：The Box (2009 film)）》（The Box）
- 《攻其不備》（The Blind Side）
- 《忍者刺客》（Ninja Assassin）
- 《打不倒的勇者》（Invictus）
- 《福爾摩斯》（Sherlock Holmes）

## 2010年代

### 2010年
- 《奪天書》（The Book of Eli）
- 《驚爆萬惡城（英语：Edge of Darkness (2010 film)）》（Edge of Darkness）
- 《波麗士很忙》（Cop Out）
- 《哈柏太空之旅3D》（Hubble）
- 《超世紀封神榜》（Clash of the Titans）
- 《敗者為王》（The Losers）
- 《人工進化》（Splice）
- 《疤面鬼煞手》（Jonah Hex）
- 《全面啟動》（Inception）
- 《貓狗大戰：珍珠貓大反撲》（Cats & Dogs: The Revenge of Kitty Galore）
- 《怦然心動》（Flipped）
- 《瘋狂大樂透（英语：Lottery Ticket (2010 film)）》（Lottery Ticket）
- 《竊盜城》（The Town）
- 《貓頭鷹守護神》（Legend of the Guardians: The Owls of Ga'Hoole）
- 《命中注定多個你》（Life as We Know It）
- 《臨門湊一腳》（Due Date）
- 《哈利波特：死神的聖物Ⅰ》（Harry Potter and the Deathly Hallows – Part 1）
- 《瑜珈熊》（Yogi Bear）

### 2011年
- 《現代驅魔師（英语：The Rite (2011 film)）》（The Rite）
- 《狙擊陌生人》（Unknown）
- 《放風通行證》（Hall Pass）
- 《血紅帽》（Red Riding Hood）
- 《殺客同萌》（Sucker Punch）
- 《阿舍正傳（英语：Doug Sweetland）》（Arthur）
- 《結婚友沒友》（Something Borrowed）
- 《醉後大丈夫2》（The Hangover Part II）
- 《綠光戰警》（Green Lantern）
- 《老闆不是人》（Horrible Bosses）
- 《哈利波特：死神的聖物Ⅱ》（Harry Potter and the Deathly Hallows – Part 2）
- 《熟男型不型》（Crazy, Stupid, Love.）
- 《絕命終結站5》（Final Destination 5）
- 《全境擴散》（Contagion）
- 《溫特的故事：泳不放棄》（Dolphin Tale）
- 《豬頭漢堡包3》（A Very Harold & Kumar Christmas）
- 《強·艾德格》（J. Edgar）
- 《快樂腳2》（Happy Feet Two）
- 《101次新年快樂》（New Year's Eve）
- 《福爾摩斯：詭影遊戲》（Sherlock Holmes: A Game of Shadows）
- 《心靈鑰匙》（Extremely Loud and Incredibly Close）

### 2012年
- 《歡樂之聲（英语：Joyful Noise (film)）》（Joyful Noise）
- 《地心冒險2：神祕島》（Journey 2: The Mysterious Island）
- 《派對X計劃》（Project X）
- 《怒戰天神》（Wrath of the Titans）
- 《幸運符》（The Lucky One）
- 《黑影家族》（Dark Shadows）
- 《厄夜車諾比》（Chernobyl Diaries）
- 《搖滾時代》（Rock of Ages）
- 《舞棍俱樂部》（Magic Mike）
- 《黑暗騎士：黎明昇起》（The Dark Knight Rises）
- 《官賤對決》（The Campaign）
- 《鬼次元》（The Apparition）
- 《人生決勝球》（Trouble with the Curve）
- 《亞果出任務》（Argo）
- 《雲圖》（Cloud Atlas）
- 《哈比人：意外旅程》（The Hobbit: An Unexpected Journey）

### 2013年
- 《風雲男人幫》（Gangster Squad）
- 《重彈頭》（Bullet to the Head）
- 《美麗魔物》（Beautiful Creatures）
- 《傑克：巨人戰紀》（Jack the Giant Slayer）
- 《名魔生死鬥》（The Incredible Burt Wonderstone）
- 《傳奇42號》（42）
- 《大亨小傳》（The Great Gatsby）
- 《醉後大丈夫3》（The Hangover Part III）
- 《超人：鋼鐵英雄》（Man of Steel）
- 《環太平洋》（Pacific Rim）
- 《厲陰宅》（The Conjuring）
- 《全家就是米家》（We're the Millers）
- 《死路十條（英语：Getaway (film)）》（Getaway）
- 《私法爭鋒》（Prisoners）
- 《地心引力》（Gravity）
- 《哈比人：荒谷惡龍》（The Hobbit: The Desolation of Smaug）
- 《雲端情人》（Her）
- 《進擊的大佬》（Grudge Match）

### 2014年
- 《樂高玩電影》（The Lego Movie）
- 《冬季奇蹟》（Winter's Tale）
- 《300壯士：帝國崛起》（300: Rise of an Empire）
- 《偵探小天后電影版（英语：Veronica Mars (film)）》（Veronica Mars）
- 《全面進化》（Transcendence）
- 《哥吉拉》（Godzilla）
- 《當我們混在一起》（Blended）
- 《明日邊界》（Edge of Tomorrow）
- 《紐澤西男孩》（Jersey Boys）
- 《譚美（英语：Tammy (film)）》（Tammy）
- 《直闖暴風圈》（Into the Storm）
- 《如果我留下》（If I Stay）
- 《溫特的故事：泳不放棄2》（Dolphin Tale 2）
- 《愛在頭七天》（This Is Where I Leave You）
- 《安娜貝爾》（Annabelle）
- 《扭轉命運的樂章》（The Good Lie）
- 《大法官》（The Judge）
- 《星際效應》（Interstellar）
- 《老闆不是人2》（Horrible Bosses 2）
- 《性本惡》（Inherent Vice）
- 《哈比人：五軍之戰》（The Hobbit: The Battle of the Five Armies）
- 《美國狙擊手》（American Sniper）

### 2015年
- 《朱比特崛起》（Jupiter Ascending）
- 《決勝焦點》（Focus）
- 《一夜狂奔》（Run All Night）
- 《獄前教育》（Get Hard）
- 《遺落流域》（Lost River）
- 《伊斯坦堡救援》（The Water Diviner）
- 《辣味雙拼（英语：Hot Pursuit (2015 film)）》（Hot Pursuit）
- 《瘋狂麥斯：憤怒道》（Mad Max: Fury Road）
- 《加州大地震》（San Andreas）
- 《2015大明星小跟班（英语：Entourage (film)）》（Entourage）
- 《小蝙蝠俠：開戰時刻》（Batkid Begins）
- 《海軍忠犬馬克斯》（Max）
- 《舞力麥克：尺度極限XXL》（Magic Mike XXL）
- 《絞刑台》（The Gallows）
- 《全家玩到趴》（Vacation）
- 《紳士密令》（The Man from U.N.C.L.E.）
- 《音浪青春》（We Are Your Friends）
- 《黑勢力》（Black Mass）
- 《高年級實習生》（The Intern）
- 《潘恩：航向夢幻島》（Pan）
- 《危機女王》（Our Brand Is Crisis）
- 《33：重生奇蹟》（The 33）
- 《金牌拳手》（Creed）
- 《白鯨傳奇：怒海之心》（In the Heart of the Sea）
- 《飆風特攻》（Point Break）

### 2016年
- 《單身啪啪啪》（How to Be Single）
- 《通天眼》（Midnight Special）
- 《蝙蝠俠對超人：正義曙光》（Batman v Superman: Dawn of Justice）
- 《哈啦大髮師3》（Barbershop: The Next Cut）
- 《搶救基努貓（英语：Keanu (film)）》（Keanu）
- 《假會徵信社》（The Nice Guys）
- 《我就要你好好的》（Me Before You）
- 《厲陰宅2》（The Conjuring 2）
- 《中央情爆員》（Central Intelligence）
- 《泰山傳奇》（The Legend of Tarzan）
- 《鬼關燈》（Lights Out）
- 《自殺突擊隊》（Suicide Squad）
- 《火線掏寶》（War Dogs）
- 《薩利機長：哈德遜奇蹟》（Sully）
- 《送子鳥》（Storks）
- 《會計師》（The Accountant）
- 《怪獸與牠們的產地》（Fantastic Beasts and Where to Find Them）
- 《最美的安排》（Collateral Beauty）
- 《夜行人生》（Live by Night）

### 2017年
- 《樂高蝙蝠俠電影》（The Lego Batman Movie）
- 《徒手大戰》（Fist Fight）
- 《夢工廠》（Kanavu Variyam）
- 《金剛：骷髏島》（Kong: Skull Island）
- 《加州公路巡警（英语：CHiPs (film)）》（CHiPs）
- 《瀟灑搶一回》（Going in Style）
- 《你給我記住（英语：Unforgettable (2017 film)）》（Unforgettable）
- 《亞瑟：王者之劍》（Knights of the Roundtable: King Arthur）
- 《你是我一切的一切（英语：Everything, Everything (film)）》（Everything, Everything）
- 《神力女超人》（Wonder Woman）
- 《全家就是莊家（英语：The House (2017 film)）》（The House）
- 《敦克爾克大行動》（Dunkirk）
- 《安娜貝爾：造孽》（Annabelle: Creation）
- 《牠》（It）
- 《樂高旋風忍者電影》（The Lego Ninjago Movie）
- 《銀翼殺手2049》（Blade Runner 2049）
- 《氣象戰》（Geostorm）
- 《正義聯盟》（Justice League）[3]
- 《大災難家》（The Disaster Artist）[4]
- 《追爸大行動》（Father Figures）

### 2018年
- 《12猛漢》（12 Strong）
- 《15:17 巴黎列車》（The 15:17 to Paris）[5]
- 《遊戲夜殺必死》（Game Night）
- 《古墓奇兵》（Tomb Raider）
- 《一級玩家》（Ready Player One）
- 《毀滅大作戰》（Rampage）
- 《生活派對（英语：Life of the Party (2018 film)）》（Life of the Party）
- 《瞞天過海：八面玲瓏》（Ocean's 8）
- 《貼背戰》（Tag）
- 《電影少年悍將 GO！》（Teen Titans Go! to the Movies）
- 《巨齒鯊》（The Meg）[6]
- 《瘋狂亞洲富豪》（Crazy Rich Asians）
- 《鬼修女》（The Nun）
- 《小腳怪》（Smallfoot）
- 《星夢情深》（A Star Is Born）
- 《怪獸與葛林戴華德的罪行》（Fantastic Beasts: The Crimes of Grindelwald）
- 《金牌拳手：父仇》（Creed II）
- 《腦中蜜》（Honey in the Head）
- 《賭命運轉手》（The Mule）
- 《水行俠》（Aquaman）

### 2019年
- 《樂高玩電影2》（The Lego Movie 2: The Second Part）
- 《好不浪漫》（Isn't It Romantic）
- 《南希·德魯和隱藏的樓梯（英语：Nancy Drew and the Hidden Staircase (2019 film)）》（Nancy Drew and the Hidden Staircase）
- 《沙贊！》（Shazam!）
- 《哭泣的女人》（The Curse of La Llorona）
- 《POKÉMON 名偵探皮卡丘》（Pokémon: Detective Pikachu）
- 《太陽也是星星》（The Sun Is Also a Star）
- 《哥吉拉 II 怪獸之王》（Godzilla: King of the Monsters）
- 《新殺戮戰警》（Shaft）
- 《安娜貝爾回家囉》（Annabelle Comes Home）
- 《地獄廚房》（The Kitchen）
- 《炫目之光（英语：Blinded by the Light (2019 film)）》（Blinded by the Light）
- 《牠：第二章》（It: Chapter Two）
- 《小丑》（Joker）
- 《金翅雀》（The Goldfinch）
- 《布魯克林孤兒》（Motherless Brooklyn）
- 《安眠醫生》（Doctor Sleep）
- 《大說謊家》（The Good Liar）
- 《不完美的正義》（Just Mercy）

## 2020年代

### 2020年
- 《猛禽小隊：小丑女大解放》（Birds of Prey (and the Fantabulous Emancipation of One Harley Quinn)）
- 《回歸之路》（The Way Back）
- 《狗狗史酷比！》（Scoob!）
- 《美國泡菜》（An American Pickle）
- 《TENET天能》（Tenet）
- 《女巫們》（The Witches）
- 《讓他們說吧》（Let Them All Talk）
- 《神力女超人1984》（Wonder Woman 1984）

### 2021年
- 《封锁》（Locked Down）
- 《細物警探》（The Little Things）
- 《猶大與黑色彌賽亞》（Judas and the Black Messiah）
- 《湯姆貓與傑利鼠》（Tom and Jerry）
- 《查克·史奈德之正義聯盟》（Zack Snyder's Justice League）
- 《哥吉拉大戰金剛》（Godzilla vs. Kong）
- 《真人快打》（Mortal Kombat）
- 《那些要我死的人》（Those Who Wish Me Dead）
- 《厲陰宅3：是惡魔逼我的》（The Conjuring: The Devil Made Me Do It）
- 《紐約高地》（In the Heights）
- 《勿下錯招》（No Sudden Move）
- 《怪物奇兵：全新世代》（Space Jam: A New Legacy）
- 《自殺突擊隊：集結》（The Suicide Squad）
- 《追忆迷局》（Reminiscence）
- 《疾厄》（Malignant）
- 《紐華克聖人》（The Many Saints of Newark）
- 《沙丘》（Dune）
- 《哭泣的男人》（Cry Macho）
- 《王者理查》（King Richard）
- 《駭客任務：復活》（The Matrix Resurrections）

### 2022年
- 《聲控》（Kimi）
- 《蝙蝠俠》（The Batman）
- 《貓王艾維斯》（Elvis）
- 《DC超級寵物軍團》（DC League of Super-Pets）
- 《怪獸與鄧不利多的秘密》（Fantastic Beasts: The Secrets of Dumbledore）
- 《別擔心親愛的》（Don't Worry Darling）
- 《黑亞當》（Black Adam）
- 《骨肉的總和》（Bones & All）

### 2023年
- 《舞力麥克：最後一跳》（Magic Mike's Last Dance）
- 《金牌拳手3》（Creed III）
- 《AIR》（Air）
- 《沙贊！眾神之怒》（Shazam! Fury of the Gods）
- 《閃電俠》（The Flash）
- 《芭比》（Barbie）
- 《巨齒鯊2》（Meg 2: The Trench）
- 《藍甲蟲》（Blue Beetle）
- 《鬼修女2》（The Nun 2）
- 《旺卡》（Wonka）
- 《水行俠2》（Aquaman and the Lost Kingdom）
- 《薩特本》（Saltburn）
- 《紫色姐妹花》（The Color Purple）

### 2024年
- 《沙丘2》（Dune: Part Two）
- 《哥斯拉大戰金剛2：帝國崛起》（Godzilla x Kong: The New Empire）
- 《挑戰者》（Challengers）
- 《芙莉歐莎》（Furiosa）
- 《窺探者》（The Watchers）
- 《地平線：美國傳奇 第一部》（Horizon: An American Saga – Chapter 1）
- 《龍捲風暴》（Twisters）
- 《圈套》（Trap）
- 《求救眨眨眼》（Blink Twice）
- 《陰間大法師2》（Beetlejuice Beetlejuice）
- 《超/人: 克里斯多夫李維傳奇故事》（Super/Man: The Christopher Reeve Story）
- 《小丑：雙重瘋狂》（Joker: Folie à Deux）
- 《二号陪审员》（Juror #2）
- 《紅色一號》（Red One）
- 《魔戒：洛汗人之戰》（The Lord of the Rings: The War of the Rohirrim）

### 2025年
- 《完美伴侶》（Companion）
- 《米奇17號》（Mickey 17）
- 《黑道中人》（The Alto Knights）
- 《MINECRAFT麥塊電影》（A Minecraft Movie）
- 《罪人》（Sinners）
- 《絕命終結站：血脈》（Final Destination: Bloodlines）
- 《F1》（F1）
- 《超人》（Superman）
- （Weapons）
- 《厲陰宅：最終聖事》（The Conjuring: Last Rites）
- 《一戰再戰》（One Battle After Another）
- 《真人快打II》（Mortal Kombat 2）

### 2026年
- 《科學怪人的新娘》（The Bride!）

## 外部連結
- 華納公司官方網站 （页面存档备份，存于）（英文）